# Motel (film 2007)
Motel (tytuł oryg. Vacancy) – amerykański film fabularny z 2007 roku, wyreżyserowany przez węgierskiego filmowca Nimróda Antala.
Początkowo główną rolę w filmie miała odegrać Sarah Jessica Parker. W 2006 roku we wrześniowym wydaniu magazynu The Hollywood Reporter obwieszczono, iż Parker zastąpi Kate Beckinsale, której towarzyszyć będzie Luke Wilson.

## Fabuła
Młode małżeństwo, David i Amy Fox, trafia do obskurnego motelu na odludziu, kiedy ich samochód przestaje działać. Placówką zarządza dziwaczny kierownik, Mason. W motelowym pokoju David z przerażeniem odkrywa taśmy wideo, na których uwieczniono morderstwa popełnione na innych, nieszczęsnych gościach terenu. Filmy nagrały ukryte kamery zainstalowane w pokoju Foksów. Mason i jego podwładni terroryzują osaczoną parę, chcąc ją ostatecznie zabić.

## Obsada
- Kate Beckinsale – Amy Fox
- Luke Wilson – David Fox
- Frank Whaley – Mason
- Ethan Embry – mechanik
- Scott G. Anderson – zabójca
- Mark Casella – kierowca ciężarówki

## Prequel
Prequel filmu, zatytułowany Motel II: Pierwsze cięcie, został wydany wyłącznie na video na początku 2009 roku. Film wyreżyserował Eric Bross (Lepiej niż w książce) do scenariusza autorstwa Marka L. Smitha – odpowiedzialnego także za scenariusz do niniejszego filmu. Film ukazuje historię pierwszych ofiar szaleńczego kierownika motelowego oraz jego współpracowników. Jedynym członkiem obsady, który powtórzył swoją rolę w kontynuacji, został Scott G. Anderson.